# Gianduja (commedia dell'arte)
Gianduja ( en italien : [dʒanˈduːja] ; Piemontais   [dʒaŋˈdʊja] ) est l'un des masques de la commedia dell'arte italienne, représentant typiquement la ville de Turin (et le Piémont en général). Gianduja est également devenu l'homonyme d'une préparation chocolatée piémontaise. Le masque représente un paysan de la campagne piémontaise, avec un certain penchant pour le vin (en particulier le Brachetto d'Acqui ), la gastronomie et les belles filles, tout en restant fidèle à son amante Giacometta, qui est représentée par une jolie fille.

## Origines
Le personnage serait né sous le nom de Gironi da Crina (en ligurien ) ou Geralmo della Scrofa (en italien), vers 1630 à Gênes. Au début du XIXe siècle, un marionnettiste du nom de Giovanni Battista Sales a eu des ennuis avec les autorités qui n'ont pas apprécié son humour sarcastique ou le fait que le personnage porte le même prénom qu'un frère de Napoléon, qui avait envahi la région. Sales s'enfuit à Callianetto, un hameau de Castell'Alfero, à l'est de Turin juste au nord d'Asti, et changea le nom du personnage en Piémontais Gioann dla Doja (ensuite Giandoja et en Piémontais sous le nom de Gianduja ), ce qui signifie quelque chose comme Jean de la Jug ( doja signifiant chope ou chope à bière, car le personnage est un buveur).

## Caractéristiques
Dans la commedia dell'arte, Gianduja est un buveur et un personnage  lubrique, et Giacometta, son amante est  jalouse de lui. Sur le plan de la personnalité, il a  un humour joyeux. Dans la version traditionnelle il est vêtu d'un chapeau tricorne et d'une veste marron à bordures rouges.
Le personnage de Gianduja a été créé à l'origine comme une marionnette à gant, mais est devenu plus tard une marionnette, puis un personnage vivant interprété par un acteur. Il est désormais le ''roi du Carnaval ''  officiel de Turin.

## Influence
Le personnage a inspiré le nom de gianduja, une pâte de chocolat et de noisette typique de Turin.